# Befehlshaber der Seestreitkräfte der Ostsee (Reichsmarine)
Der Befehlshaber der Seestreitkräfte der Ostsee (B. S. O., später B. d. O.) war eine Kommandobehörde der Reichsmarine. Neben dem Befehlshaber der Seestreitkräfte der Ostsee existierte noch ein Befehlshaber der Landstreitkräfte der Ostsee.

## Geschichte

### Vorgeschichte

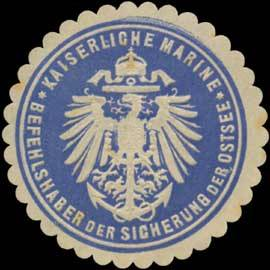
Siegelmarke des B.S.O., 1918

Nach dem Inkrafttreten des Waffenstillstands im Ersten Weltkrieg zwischen dem Russland und den Mittelmächten am 15. Dezember 1917 ergab sich für die Kaiserliche Marine die Möglichkeit, wesentliche Kräfte von der Ostsee in die Nordsee zu verlegen. In diesem Zusammenhang wurden am 24. Januar 1918 aufgrund einer Kabinettsorder Kaiser Wilhelms II. die Befehlsstrukturen in der Ostsee umgestaltet. Die Dienststelle des Oberbefehlshabers der Ostseestreitkräfte wurde aufgelöst. Ihre Aufgaben wurden von der Marinestation der Ostsee übernommen. Der Sicherungsverband der westlichen Ostsee (S.w.O.) und der Sicherungsverband der mittleren Ostsee (S.m.O.) wurden unter dem neu geschaffenen Befehlshaber der Sicherung der Ostsee (B.S.O.) zusammengefasst und das Kommando dem bisherigen Befehlshaber der S.w.O. übertragen. Zeitgleich zur Einrichtung des Befehlshabers der Seestreitkräfte der Ostsee wurde ein Befehlshaber der Seestreitkräfte der Nordsee eingerichtet.
Konteradmiral Hermann Nordmann-Burgau, der bisherige Befehlshaber des S.w.O., wurde der erste B.S.O. Ihm folgten im Oktober 1918 Konteradmiral Walter Freiherr von Keyserlingk und im Juni 1919 Kommodore (ab März 1920 Konteradmiral) Ernst Ewers, der das Kommando bis zum 23. März 1920 innehatte. Die Dienststelle bestand bis 1920 und wurde dann zum Befehlshaber der Seestreitkräfte der Ostsee. 

### Befehlshaber der Seestreitkräfte der Ostsee
Mit der Auflösung des Befehlshaber der Sicherung der Ostsee wurde 1920 der Befehlshaber der Seestreitkräfte der Ostsee eingerichtet. Bis 1. April 1922 war der Standort des Befehlshabers Swinemünde und wechselte dann nach Kiel.
Zum 15. Oktober 1923 wurde hieraus der Befehlshaber der leichten Seestreitkräfte der Ostsee (B. I. O.). Zeitgleich entstand auch der Befehlshaber der leichten Seestreitkräfte der Nordsee (B. I. N.) in Wilhelmshaven. Beide wurden dem neu geschaffenen Oberbefehlshaber der Seestreitkräfte unterstellt, wodurch die Unterstellung unter die Marinestation endete. Von der ebenfalls neu eingerichteten Linienschiffsdivision wurden zwei Schiffe dem Befehlshaber zugeteilt.
Mit der Auflösung des Oberbefehlshaber der Seestreitkräfte und daraus der Einrichtung des Flottenkommandos im April 1925 wurde der Befehlshaber dahin unterstellt. Die Bezeichnung der Dienststelle wurde wieder Befehlshaber der Seestreitkräfte der Ostsee. Zusätzlich war er Führer des Verbandes der Aufklärungsstreitkräfte.
Für die Einrichtung des Befehlshabers der Aufklärungsstreitkräfte wurde im Januar 1930 der Befehlshaber der Seestreitkräfte der Ostsee verwendet.

## Gliederung
1922
- Chef des Stabes: Korvettenkapitän Peter Donner
- Fregattenkapitän Walter Krah mit der Leitung des Minensuch-Außendienstes beauftragt

- Hannover, Flaggschiff
- Tender: T 144, M 81
- Medusa
- Thetis (ab April 1922 in Dienst)
- Berlin (ab Sommer 1922 in Dienst)
- I. Flottille unter Korvettenkapitän Conrad Albrecht
- 5. Halbflottille
- Panther

1923
- Asto: Kapitänleutnant Werner Graßmann
- Thetis
- Medusa
- I. Flottille
- Panther

1925
- Admiralstabsoffizier: Kapitänleutnant Hans von Stosch
- Hannover, von der Linienschiffsdivision
- Hessen, von der Linienschiffsdivision
- Nymphe, Flaggschiff
- Panther
- Peilboot II
- I. Torpedobootsflottille
- 1. Minensuchhalbflottille

## Befehlshaber
- unbekannt
- Fregattenkapitän Alexander Werth: von Mai 1920 bis Juli 1920 mit der Wahrnehmung der Geschäfte beauftragt
- Kapitän zur See/Konteradmiral Hugo von Rosenberg: von Juli 1920 bis September 1923
- Kapitän zur See und Kommodore/Konteradmiral Iwan Oldekop: von September 1923 bis September 1925
- Kapitän zur See/Konteradmiral Franz Wieting: von September 1925 bis März 1927
- Kapitän zur See/Konteradmiral Wilfried von Loewenfeld: von März 1927 bis Oktober 1928
- Konteradmiral Walter Gladisch: von Oktober 1928 bis zur Auflösung Anfang 1930, dann Befehlshaber der Aufklärungsstreitkräfte

## Bekannte Personen (Auswahl)
- Kapitänleutnant Hubert Schmundt: von September 1922 bis Oktober 1923 Zweiter Admiralstabsoffizier
- Waldemar Winther: von April 1923 bis Oktober 1923 Flaggleutnant